# Eucalyptus goniocalyx
Eucalyptus goniocalyx är en myrtenväxtart som beskrevs av Ferdinand von Mueller och Friedrich Anton Wilhelm Miquel. Eucalyptus goniocalyx ingår i släktet Eucalyptus och familjen myrtenväxter. Inga underarter finns listade i Catalogue of Life.

## Bildgalleri

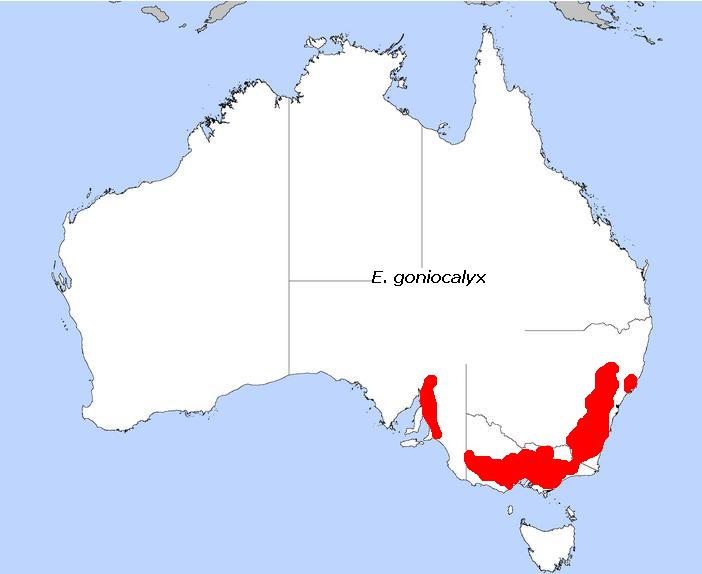
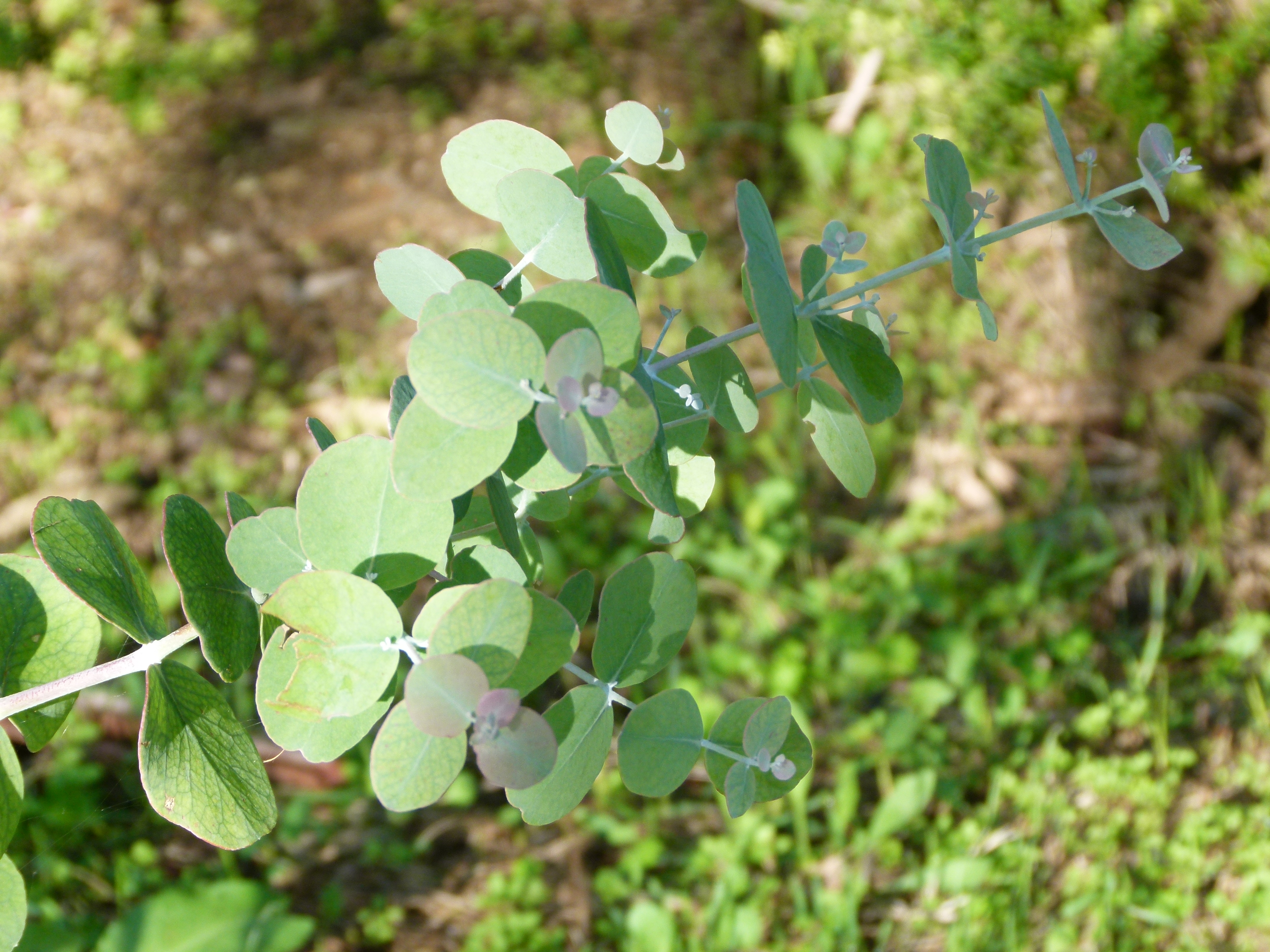
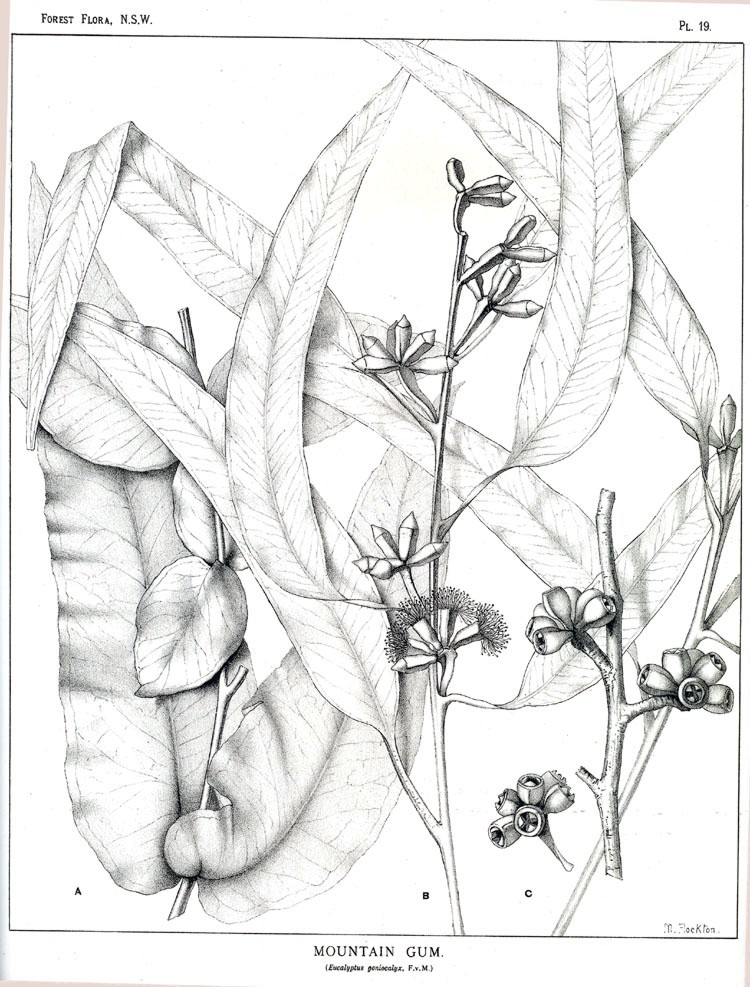